# キャンディーレーサー
『キャンディーレーサー』は、2021年10月27日にリリースされたきゃりーぱみゅぱみゅの5枚目のオリジナルアルバム。

## 概要
前作「じゃぱみゅ」から約3年ぶりのオリジナルアルバム。ワーナーミュージック・ジャパンから日本コロムビアに移籍し、自身のレーベル「KRK LAB」を設立して初めてのアルバム。
前作以降にリリースされたシングル4曲を収録。いずれも配信限定だったので、初のCD音源化となる。
リリースに先立って、「どどんぱ」「じゃんぴんなっぷ」が先行配信された。また、リリース後には「キャンディーレーサー」のMVが投稿された。

## 収録曲

### CD
1. DE.BA.YA.SHI. 2021
2. キャンディーレーサー
3. どどんぱ
  - 先行配信曲。
4. かまいたち
  - 6th配信シングル曲。
5. 原点回避
  - 9th配信シングル曲。
6. きみがいいねくれたら
  - 5th配信シングル曲。
7. ガムガムガール
  - 8th配信シングル曲。
8. パーフェクトおねいさん
9. じゃんぴんなっぷ
  - 先行配信曲。
10. 夏色フラワー
11. world fabrication
  - capsuleのカバー。原曲は「NEXUS-2060」に収録。